# Östliche Karwendelspitze
L'Östliche Karwendelspitze est une montagne qui s’élève à 2 537 ou 2 538 m d’altitude dans les Karwendel, à la frontière entre l'Allemagne et l'Autriche.